# جام ملت‌های زنان آسیا ۲۰۱۴
جام ملت‌های زنان آسیا ۲۰۱۴ هجدهمین دوره رقابت‌های فوتبال جام ملت‌های زنان آسیا بود که توسط ای‌اف‌سی و به میزبانی کشور ویتنام برگزار شد.

## تیم‌های راه‌یافته
- ۸ تیم راه‌یافته به جام ملت‌های زنان آسیا ۲۰۱۴:
- استرالیا
- اردن
- چین
- کرهٔ جنوبی
- ژاپن
- تایلند
- ویتنام
- برمه